# Die lauernde Furcht

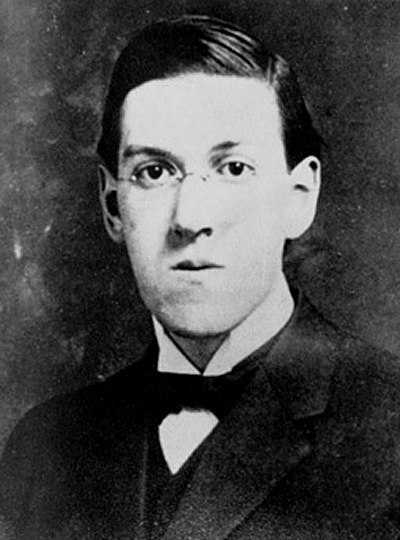
H. P. Lovecraft, Fotografie aus dem Jahre 1915

Die lauernde Furcht (englischer Originaltitel: The Lurking Fear) ist der Titel einer vierteiligen phantastischen Horrorgeschichte H. P. Lovecrafts, die im November 1922 entstand und von Januar bis April 1923 in der Zeitschrift Home Brew veröffentlicht wurde.
Im Juni 1928 wurde sie im Pulp-Magazin Weird Tales gedruckt und 1939 in den Sammelband The Outsider and Others aufgenommen, mit dem die Geschichte des Verlages Arkham House begann.
Eine deutsche Übersetzung erschien 1973 in der Erzählungssammlung Stadt ohne Namen der Buchreihe Bibliothek des Hauses Usher, die 1981 im 52. Band der Phantastischen Bibliothek des Suhrkamp Verlages nachgedruckt wurde.
Das frühe, meist abschätzig beurteilte Werk erinnert an eine Detektivgeschichte und dreht sich um ein Monstrum, das in der Umgebung der Catskill Mountains sein Unwesen treibt und die Bewohner heimsucht. Die Geschichte versammelt einige Themen und Gedanken, die Lovecraft später wieder aufgriff und die in seiner letzten Dekade einen breiten Raum einnehmen. Wie in Arthur Jermyn, Die Ratten im Gemäuer und in der späten Erzählung Schatten über Innsmouth spielt erbliche Degeneration eine zentrale Rolle und wird in Gestalt der Lauernden Furcht auf eine Spitze des Grauens getrieben.

## Form und Inhalt
Das Werk ist in vier Teile untergliedert und wird aus der Perspektive eines namenlosen Ich-Erzählers aufgerollt, der sich zu Beginn mit seiner „Vorliebe für das Groteske und Schreckliche“ selbst charakterisiert.

### Erster Teil

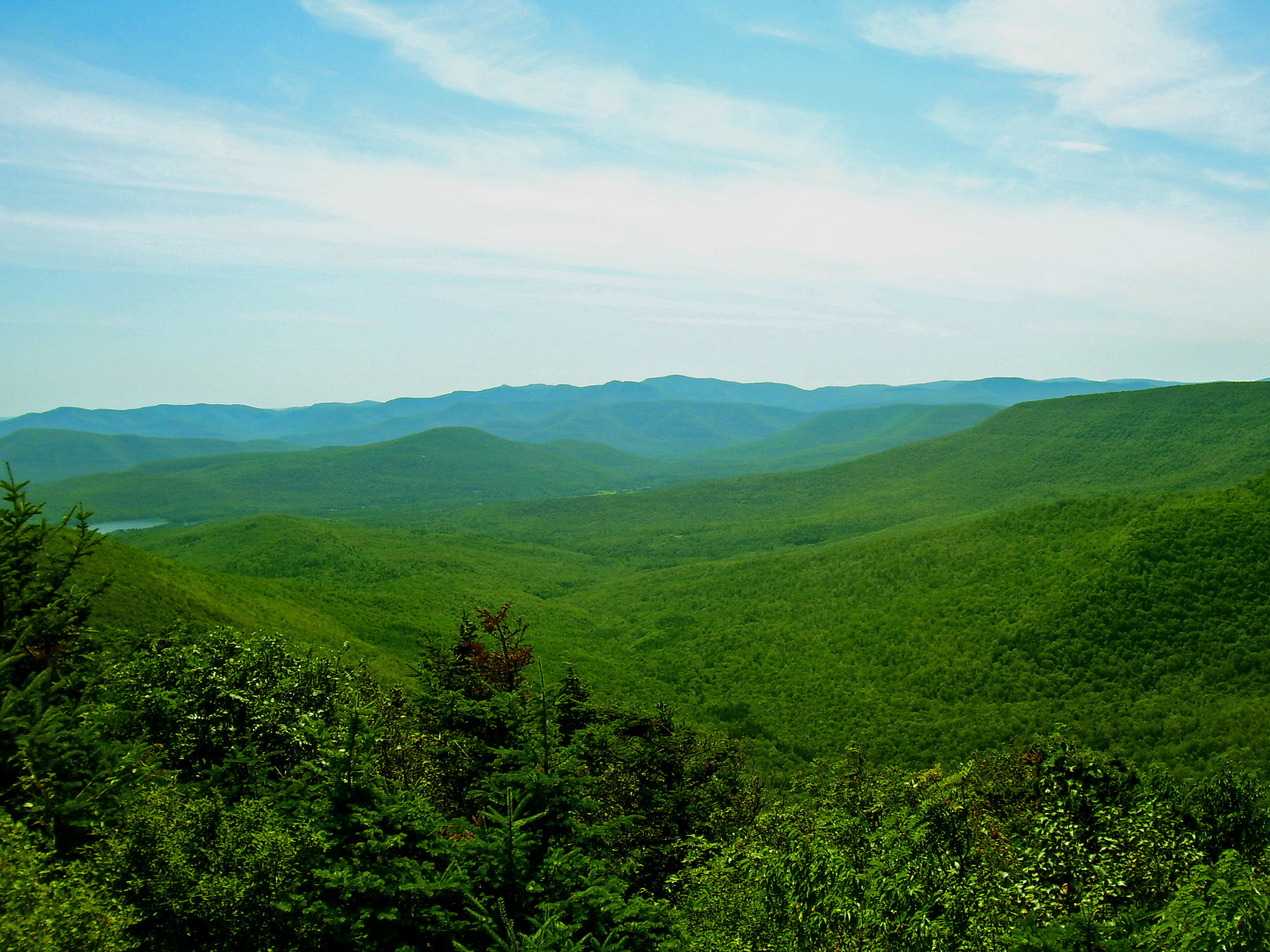
Zentrale Kette der Catskill Mountains

In einem Bereich der Catskill Mountains, der auffällig häufig von heftigen Gewittern heimgesucht wird, vermutet er die Lauernde Furcht, ein Wesen, das dort nach den Legenden der hinterwäldlerischen Bewohner seit Jahrhunderten sein Unwesen treibt. Das verfallene Anwesen der Martensens auf dem Tempest Mountain scheint im Zentrum des Geschehens zu liegen. Mit fiebrig wuchernder Vegetation, zerfurchter Erde und widerlich verkrümmten, blitzvernarbten Bäumen hinterlässt die Umgebung einen abstoßenden Eindruck. Man munkelt von einem Dämon, der die Menschen der Gegend verschleppt und zerstückelt und angeblich vom Donner hervorgelockt wird.
Nach einem Gewitter mit heftigen Blitzeinschlägen kommt es in einem Dörfchen in der Nähe des Anwesens zu einem Blutbad und einer Massenflucht, über die in der Presse berichtet wird. Einige der überlebenden Bewohner untersuchen die Ruine; doch weder sie noch die berittene Polizei finden verwertbare Spuren und stehen vor der Frage, warum die Überreste zahlreicher Opfer nicht gefunden werden können.
Der Erzähler ist nun davon überzeugt, dass die Gerüchte um den Ursprung des Grauens einen wahren Kern haben. Mit seinen Freunden George Bennett und William Tobey quartiert er sich in dem verlassenen Herrenhaus ein und will die unheimlichen Vorgänge vom Zimmer Jan Martensens aus überprüfen, das über ein großes Ostfenster und einen Kamin verfügt und mit einem herbeigeschafften Eisenbett ausgestattet wird. Die drei Gefährten treffen Vorkehrungen für eine mögliche Flucht und halten Wache, werden allerdings von einer bleiernen Müdigkeit übermannt und schlafen ein.
Schreie reißen den Erzähler aus dem Schlaf, und er spürt, dass Tobey zu seiner Rechten verschwunden ist. Als ein Blitz den Raum erhellt und Bennett hochschreckt, erblickt er einen monströsen Schatten auf dem Kamin, und im selben Moment ist auch dieser Freund für immer verschwunden.

### Zweiter Teil
Zu Beginn des zweiten Teils wird der Erzähler so von seinen Erinnerungen gequält, dass er sie einem Freund namens Arthur Munroe anvertrauen muss, um nicht den Verstand zu verlieren. Dieser hört sich alles verständnisvoll an und hilft ihm bei weiteren Nachforschungen. Sie durchstreifen die Umgebung, sprechen mit Bergbewohnern, suchen die vermissten Kameraden und sehen sich den heimgesuchten Weiler an, der etwa fünf Kilometer vom Herrenhaus entfernt liegt. Ein heftiges Gewitter mit flutartigem Regen lässt sie in eine Hütte flüchten. Als ein Blitz in der Nähe einschlägt, ein Erdrutsch zu hören ist und der Sturm weiter aufbraust, öffnet Munroe den Fensterladen und beugt sich hinaus, um die Kataklysmen zu erkunden. Der heulende Wind ist so laut, dass der Erzähler im Hintergrund nicht verstehen kann, was sein Freund sagt. Nachdem der Sturm nachgelassen hat, öffnet er die Tür, vermag aber nichts weiter zu entdecken. Da Munroe unverändert am Fenster verharrt, dreht er ihn herum und sieht, dass sein Gesicht zerfetzt wurde und er tot ist.

### Dritter Teil
Am Anfang des dritten Abschnitts bekennt der Erzähler, den Tod seines Freundes verheimlicht und ihn still begraben zu haben. Anschließend rollt er die Geschichte der Familie Martensen und des ominösen Hauses auf. 1670 war es von Gerrit Martense errichtet worden, einem wohlhabenden Händler aus Neu-Amsterdam, der die Wandlungen unter der britischen Herrschaft und die englische Kultur verabscheute. In der einsamen Umgebung der Catskill Mountains ließ er ein pompöses Anwesen bauen, um sich dort zurückzuziehen. Im Hass gegen die Briten erzogen, mieden auch seine Nachkommen den Kontakt mit den Kolonisten und lebten einsiedlerisch. Sie zogen sich weiter zurück und begannen schließlich, sich mit der Dienerschaft zu verheiraten. Einige Nachbarn berichteten von Degeneration und Verfall der Familie und erwähnten die ungleiche Augenfarbe der Kinder.
Der erste Nachkomme, der die Isolation durchbrechen wollte, war Jan Martense. Als sein Brieffreund Jonathan Gifford lange nichts von ihm hörte, begab er sich zum Familiensitz und erfuhr von den Angehörigen, er sei von einem Blitz erschlagen worden. Die Martensens waren mürrisch, sprachen mit abgehackten Kehllauten und sahen mit ihren verschiedenfarbigen Augen widerlich und tierartig aus. Misstrauisch geworden, grub der Freund den Sarg aus und sah, dass man den Schädel Jan Martensens zertrümmert hatte. Da es keine verwertbaren Beweise gab, wurde der Vorgang nicht weiter polizeilich untersucht, führte aber dazu, dass man den Ort mied und die Familie fortan ächtete.
Der Erzähler erkundet den Garten des Anwesens und stößt auf die Ruhestätte Jan Martensens. Er gräbt die Erde auf und öffnet den Sarg, erblickt aber nur Staub und Salpeter. Verzweifelt schaufelt er weiter, bis der Boden einbricht und er auf einen waagerechten Tunnel stößt, der sich unendlich zu erstrecken scheint. Die Gefahren vergessend, zwängt er sich durch die engen Windungen und verliert irgendwann den Zeitsinn. Als er sich langsam nach oben arbeitet, sieht er glühende Augen und eine Klaue auf sich zukommen, bis es donnert, ein rettender Blitz mit „zyklopischer Wut“ ins Erdreich kracht und er sich an der Oberfläche wiederfindet. In südlicher Ferne erblickt er einen rötlichen Schein und erfährt später, dass dort, zwanzig Meilen entfernt, im selben Moment die Kreatur in eine Hütte drang, die von den flüchtenden Siedlern in Brand gesteckt wurde.

### Vierter Teil
In der letzten Folge werden die Geheimnisse des Wesens gelichtet. Der Erzähler muss ermitteln, wie er ein Monstrum sehen konnte, das gleichzeitig zwanzig Meilen entfernt in einem Dorf gesichtet wurde. Weder an der Grabstätte Jan Martensens noch in dem betroffenen Weiler kann er verwertbare Spuren entdecken.
Er besteigt die Berge und Erdwälle der Umgebung und erkennt irgendwann, dass all die eiszeitlich erscheinenden Wälle und Hügel vom Tempest Mountain ausgehen und das alte Familienanwesen den Mittelpunkt bildet, als wären von dort „Fangarme des Grauens ausgeworfen“ worden.
Schließlich fallen ihm Maulwurfshügel ein, er wähnt den Ort gänzlich von Gängen durchzogen und erinnert sich, dass seine Freunde Bennett und Tobey von den Seiten des Bettes her verschleppt wurden. Verzweifelt gräbt er einen Erdwall in seiner Nähe auf und stößt auf einen weiteren Tunnel, der seinen Verdacht bestätigt. Über die mondbeschienenen und hügeligen Wiesen läuft er zum Wohnsitz der Martensens, wühlt den Boden des Kellers auf und entdeckt eine Öffnung im Fundament des Kamins. 
Als ein Gewitter heranzieht, versteckt er sich in der äußersten Ecke des Raumes und sieht irgendwann, wie eine wirbelnde „Masse aussätzigen Lebens“ aus dem Schlund quillt und ins Freie dringt. Aus dem Strom deformierter „Teufel oder Affen“ bleibt ein etwas schwächerer Genosse zurück, wird von den andere angegriffen und zurückgelassen. Nachdem der letzte Unhold den Raum verlassen hat, erschießt er das Wesen. 
Eine Woche später kehrt er mit einigen Leuten aus Albany zurück und sprengt das Anwesen wie den oberen Teil des Berges mit Dynamit. Er wird von traumatischen Bildern verfolgt und befürchtet, womöglich nicht alle Kreaturen getötet zu haben, degenerierte Säugetiere mit scharfen Fangzähnen, „das Ergebnis von Inzucht, Vermehrung und kannibalischer Ernährung“. Der Erzähler erinnert sich, dass er im Schein des Mündungsfeuers das Gesicht des Monstrums sah, dessen Augen wie bei den Martensens zweifarbig waren. 

## Entstehung
Nachdem Lovecraft die Kurzgeschichte Hypnos beendet hatte, unternahm er mehrere Reisen, die ihn vom 6. bis 12. April 1922 das erste Mal nach New York führten.
Als er nach Providence zurückgekehrt war, erkundigte sich Goerge Julian Houtain, ob er eine weitere Fortsetzungserzählung schreiben könne, die in vier Teilen erscheinen solle.
Houtain, Amateurjournalist und von 1915 bis 1917 Präsident der National Amateur Press Association (NAPA), hatte ihn im Juli 1920 in Boston bei einem Treffen von Amateurjournalisten kennengelernt. Die Geschichte sollte in dem schlüpfrigen Humor-Magazin Home Brew veröffentlicht werden, das Houtain mit seiner Frau gegründet hatte und in dem bereits Lovecrafts sechsteilige Fortsetzungsgeschichte Herbert West – der Wiedererwecker (Herbert West–Reanimator) erschienen war.
Bis Mitte November schob Lovecraft die Arbeit auf, machte sich dann aber ans Werk, womöglich, weil sein Freund ihm nicht nur das fehlende Honorar für die Wiederbelebungsgeschichte um Herbert West, sondern auch die Hälfte für sein neues Werk im Voraus bezahlte. Da Die lauernde Furcht schneller entstand als ihr Vorgänger, wirkt sie etwas geschlossener, obwohl die vier Teile auch hier jeweils spektakulär enden müssen.
Vermutlich auf Lovecrafts Anregung illustrierte Clark Ashton Smith das Werk mit jeweils zwei Zeichnungen pro Folge. Gegenüber Samuel Loveman kritisierte Lovecraft, dass sein Brieffreund, den er etwas später in dem Essay Supernatural Horror in Literature euphorisch loben sollte, sich zu weit vom Text entfernt habe. Wie Sunand T. Joshi erklärt, erinnern Smiths Zeichnungen der Vegetation an weibliche und männliche Geschlechtsorgane. Nach Auffassung Frank Belknap Longs ist Smiths Kunst von einer Struktur sexueller Anspielungen geprägt, deren Dimension Lovecraft allerdings nicht erkannt haben dürfte.

## Hintergrund und Interpretation
Die biographischen Elemente sind sichtbar, aber nicht immer eindeutig zuzuordnen. So kann der Name „Jan Martensen“ auf das Jan-Martense-Schenck-Haus in Flatbush zurückgehen, das Lovecraft zwar nicht während seines ersten New-York-Aufenthalts, sondern erst 1928 besuchte, aber bereits in einem Brief an Maurice W. Moe vom 31. Juli 1923 erwähnte. Ein weiterer Ursprung könnte die Martense Street sein, die unweit der Parkside Avenue 259 verläuft, wo seine spätere Frau Sonia Greene wohnte. Der Name „Arthur Munroe“ wiederum ist offensichtlich auf die Munroe-Brüder zurückzuführen, Jugendfreunde Lovecrafts.
Mit der schrittweisen Aufklärung des Geschehens nähert sich das Werk einer klassischen Detektivgeschichte und grenzt sich so von den meisten anderen Erzählungen Lovecrafts ab. Dabei gelingt es ihm, die Lösung des Rätsels lange aufzuschieben, bis sich die fatale Wahrheit zeigt. Erst im letzten Teil wird der Irrtum des Erzählers sichtbar, der glaubt, nur einer Kreatur auf der Spur zu sein, während es tatsächlich eine Legion ist, abscheuliche „Karikaturen der Gattung Affe.“
Wie in den weniger kosmisch orientierten Erzählungen Arthur Jermyn, Die Ratten im Gemäuer und Schatten über Innsmouth spielen auch hier Degeneration und Inzucht eine bestimmende Rolle. Mit den menschenfressenden Wesen, die wie Maulwürfe ein ganzes Gebiet unterhöhlt haben, erreicht Lovecraft eine neue Dimension des Schreckens. Joshi deutet das ausgeprägte Interesse an Degenerationsphänomenen mit rassischen Vorstellungen und hält es für unangebracht, auf sein Verständnis der Sexualität und die Todesursache seines Vaters Winfield Scott hinzuweisen, der sich vermutlich bei einer Prostituierten oder einem anderen Sexualkontakt mit Neurosyphilis infizierte und daran starb.
Im Hinblick auf das spätere Werk ist für ihn der dritte Teil des Textes am bedeutendsten, in dem der Erzähler sich als Historiker betätigt und dabei schreckliche Details ans Tageslicht bringt. Selbst Abgründe der Vergangenheit, die besser unentdeckt blieben, müssten erforscht werden, um den Platz des Menschen in der Welt zu verstehen und ihm zu helfen, sein Schicksal zu ertragen. Bemerkt der Ich-Erzähler, dass ihm nur sein Geschichtsinteresse geblieben sei, „nachdem alles andere in höhnischem Teufelswerk geendet hatte“, heißt es in einem Brief an James F. Morton vom 19. Oktober 1929: „Die Vergangenheit ist wirklich – sie ist alles, was wir haben.“ Die geschichtsphilosophischen Gedanken, die in den späteren Erzählungen einen breiteren Raum einnehmen, werden hier indes lediglich angedeutet und plausible wissenschaftliche Begründungen angesichts der grellen Effekte nicht geboten.

## Textausgaben
- Home Brew Magazine, Januar, Februar, März und April 1923
- Weird Tales, Juni 1928
- The Outsider and Others, Arkham House, 1939
- Dagon and Other Macabre Tales, 1986
- The Dreams in the Witch House and Other Weird Stories, 2004

- Stadt ohne Namen. Deutsch von Charlotte Gräfin von Klinckowstroem, Bibliothek des Hauses Usher, 1973
- Stadt ohne Namen. Phantastische Bibliothek, Bd. 52, 1981
- Cthulhu, Horrorgeschichten. Aus dem Amerikanischen von Andreas Diesel und Felix F. Frey, Festa Verlag, Leipzig 2009, ISBN 978-3-86552-066-1.
- Die lauernde Furcht, Festa Verlag, Leipzig 2013, ISBN 978-3865522887

## Verfilmungen
- Dark Heritage (Film, 1989)
- Lurking Fear (Film, 1994)
- Hemoglobin (Film, 1997)